# Lamina di re Agilulfo

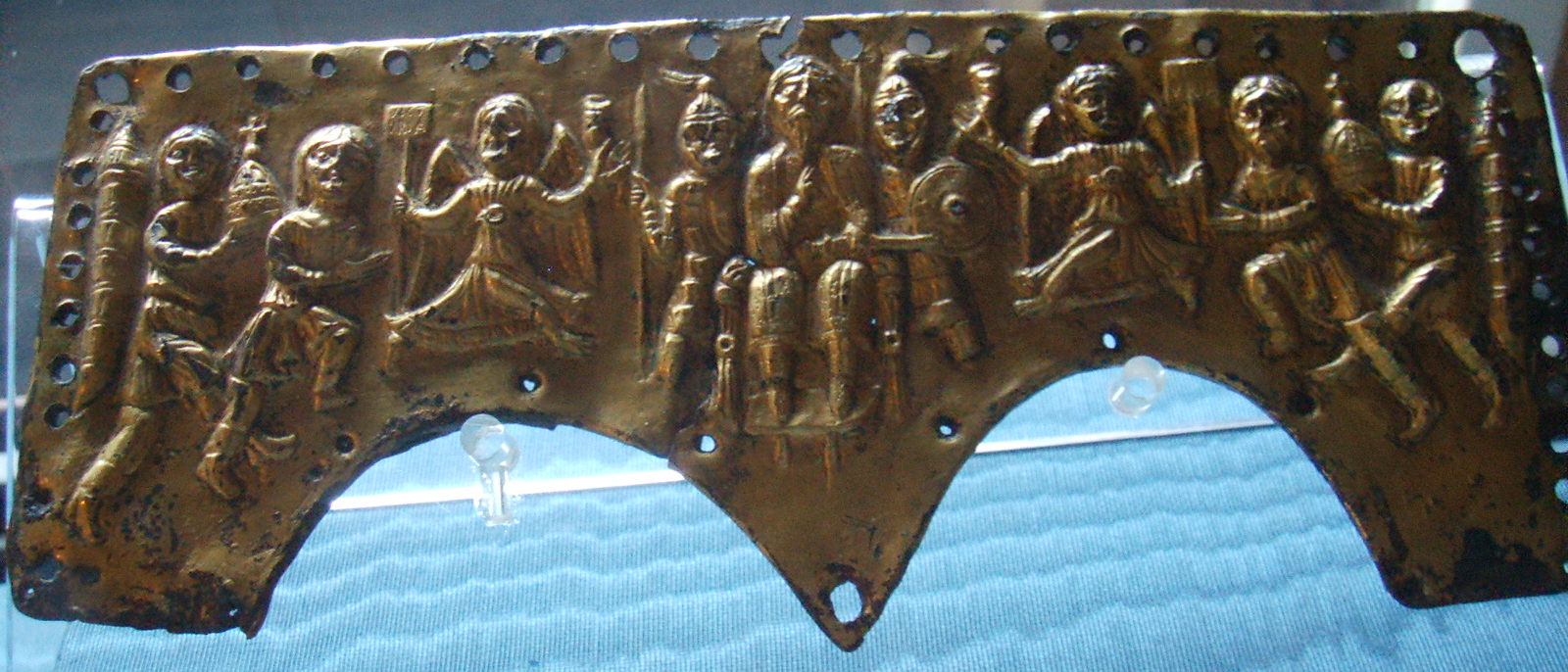
Lamina di re Agilulfo

La Lamina di re Agilulfo, nota anche come Trionfo di re Agilulfo, è un manufatto in rame lavorato a sbalzo e dorato, di forma trapezoidale (il bordo inferiore presenta due rientranze semicircolari) che misura 18,9 cm in lunghezza e 6,7 cm in altezza, prodotto da orafi longobardi intorno al VII secolo, riproducente una scena di trionfo. Si trova conservata a Firenze nel Museo Nazionale del Bargello.

## Storia e datazione
Resta il dubbio sulla natura e sulla funzione di tale lamina: storici e archeologi si dividono tra chi presuppone che essa sia il frontale di un elmo e chi invece rifiuta tale teoria, ipotizzando che la lamina fosse in realtà la decorazione di un oggetto prezioso, forse un reliquiario.
La lamina è stata interpretata come un manufatto prodotto in riferimento all'assedio di Roma del 593 che costrinse papa Gregorio I a versare trecento libbre d'oro per evitare il saccheggio della città, subendo l'imposizione  di subordinazione dei vinti - che  sotto l'aspetto religioso implicava un riconoscimento di superiorità dell'arianesimo.
Il reperto venne trovato nel 1891 presso le rovine di un castello nella Val di Nievole, sul confine che divideva il territorio longobardo da quello bizantino nel 593.

## Iconografia
La lamina, lavorata a sbalzo, presenta una decorazione continua sull'intera superficie: al centro una figura riccamente vestita siede in trono, ripreso frontalmente con la mano destra in posizione di allocutio e con la sinistra stringente una spada; ai lati due guerrieri, bardati con armature dalla foggia barbarica, con elmi conici a spicchi coronati da un pennacchio, lance e scudi rotondi con umboni. Convergono verso il gruppo centrale (in maniera simmetrica) due vittorie alate - segno del tentativo di contaminatio tra arte longobarda e modelli classici -: entrambe impugnano con la mano che si rivolge al trono una cornucopia a forma di corno potorio, mentre nell'altra mano sostengono un labaro con la scritta "VICTVRIA" punzonata. Ciascuna vittoria precede un gruppo di due persone che sembrano uscire da una torre stilizzata (simbolo di una città): il primo (con le gambe genuflesse) compie un gesto di riverenza e di offerta, mentre il secondo porge al sovrano una corona sormontata da una croce.

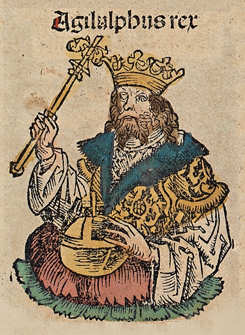
Agilulfo in una miniatura delle Cronache di Norimberga

La figura al centro è circondata dalla scritta punzonata "DN AG IL V REGI" ("Al signore re Agilulfo"), che identificherebbe il personaggio con Agilulfo, re longobardo dal 591 al 616; tuttavia, riguardo a tale identificazione sono stati sollevati dubbi, in quanto alcuni ritengono che la scritta sia una falsificazione operata nel corso del XIX secolo.
Le figure costruite in maniera paratattica, ovvero accostate senza tener conto della profondità spaziale, sembrano prive di peso, ma nonostante questo, i personaggi, dai volti volutamente espressionistici, tanto da assumere un carattere grottesco, sono rese con un modellato che ridà un certo senso plastico e, nella minuta descrizione dell'abbigliamento, rivela un intento naturalistico. La frontalità dei personaggi centrali e la distribuzione simmetrica delle figure sono caratteri di origine bizantina.